# Lettera43
Lettera43 è un giornale online fondato l'8 ottobre 2010.

## Storia
La testata giornalistica è stata fondata l'8 ottobre 2010 da Paolo Madron (ex collaboratore di Milano Finanza, Il Foglio, Il Giornale, Panorama, Economy e Il Sole 24 Ore). Il giornale è stato edito dal 2010 al 2020 dalla «News 3.0» con lo stesso Madron come presidente, Giorgio Gabrielli come amministratore delegato e Silvano Corallo, Matteo Arpe e Giacomo Garbuglia come consiglieri. Dal 2023 è edito dalla Tagfin srl.
Lettera43 pubblica contenuti e notizie con particolare attenzione su economia e politica, ha annoverato tra le firme giornalisti come Peppino Caldarola e Carlo Panella con una redazione formata da oltre 30 giovani giornalisti. La sede è in Via Garofalo, 31 a Milano.
Secondo la classifica dell'informazione online Audiweb (pubblicata dalla rivista Prima Comunicazione), il sito Lettera43.it aveva al nel maggio 2020 78.000 visitatori al giorno.
Il 12 maggio 2020 il consiglio d'amministrazione di «News 3.0» ha deciso la chiusura della testata, che cessa le pubblicazioni venerdì 15 maggio 2020.
Il 19 giugno 2023 Lettera43 riprende le pubblicazioni con un nuovo editore (Tagfin srl) e una nuova veste grafica, sempre sotto la direzione di Paolo Madron. Dal 2 luglio 2024 nel ruolo di direttrice subentra Francesca Buonfiglioli, con Marcello Pirovano nella veste di vice-direttore.

## Direttori
- Paolo Madron (2010-2020; 2023-2024).
- Francesca Buonfiglioli (2024-in carica).

## Loghi

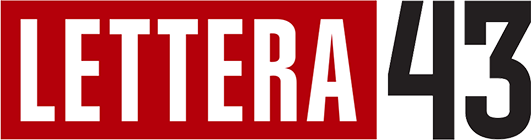
Logo usato dal 2010 al 2020
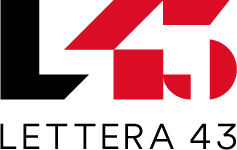
Logo in uso dal 2023